# Jamie Rose
Jamie Rose (New York, 26 november 1959) is een Amerikaanse actrice.

## Biografie
Rose begon in 1967 als jeugdactrice met acteren in de televisieserie Family Affair, waarna zij nog meerdere rollen speelde in televisieseries en films. Zij is vooral bekend van haar rol als Vickie Gioberti in de televisieserie Falcon Crest waar zij in 44 afleveringen speelde (1981-1983).
Rose was van 1986 tot en met 1988 getrouwd, in 2006 is zij weer opnieuw getrouwd. Naast acteren geeft zij ook acteerles aan haar school JRose Studio in Los Angeles.

## Filmografie

### Films
- 2016 The Father and the Bear - als Joyce Redman
- 2014 Route 30 Three! - als G-vrouw
- 2012 Route 30, Too! – als Dot
- 2012 Atlas Shrugged II: The Strike – als Sara Connelly
- 2007 Primal Doubt – als dr. Marianne Thorne
- 2007 Murder 101: College Can Be Murder – als Muriel Coe
- 2006 Murder 101 – als Muriel Coe
- 2001 Holiday in the Sun – als Judy
- 1999 The Test of Love – als Judith Evans
- 1999 A Secret Life – als Judith Evans
- 1996 Lying Eyes – als Elizabeth Bradshaw
- 1996 The Chain – als Ellen Morrisey
- 1996 My Son Is Innocent – als Joann Brodskey
- 1996 Terminal – als Sheila Adamson
- 1991 Brotherhood of the Gun – als Kate
- 1991 To Die Standing – als Constance Bigelow
- 1990 Playroom – als Marcy
- 1990 Voices Within: The Lives of Truddi Chase – als moeder van Truddi
- 1989 Chrome Hearts – als Dede
- 1985 Rebel Love – als Columbine Cromwell
- 1985 Lady Blue – als rechercheur Katy Mahoney
- 1984 Heartbreakers – als Libby
- 1984 Tightrope – als Melanie Silber
- 1984 Flight 90: Disaster on the Potomac – als Marilyn Nichols
- 1982 In Love with an Older Woman – als Debbie
- 1981 Twirl – als Lisa Hines
- 1981 Just Before Dawn – als Megan
- 1981 The Wave – als Andrea

### Televisieseries
Uitgezonderd eenmalige gastrollen.
- 2008-2009 In2ition – als mrs. Fox – 9 afl.
- 1995-1998 Weird Science – als agente Molly – 2 afl.
- 1997 Walker, Texas Ranger als Sarah Rose – 2 afl.
- 1996 The Sentinel – als Sheila Irwin – 2 afl.
- 1994-1995 Chicago Hope – rechercheur Stacey Halmora – 3 afl.
- 1990 My Two Dads – als Sarah – 2 afl.
- 1987 Duet – als Rachel – 2 afl.
- 1986 St. Elsewhere – als dr. Birch – 4 afl.
- 1985-1986 Lady Blue – als Katy Mahoney – 14 afl.
- 1985 Simon & Simon – als Stephanie – 2 afl.
- 1981-1983 Falcon Crest – als Vickie Gioberti – 44 afl.

- International Standard Name Identifier: 0000 0000 3946 1198
- Library of Congress Control Number: no00039120
- Virtual International Authority File: 73396280
- WorldCat: E39PBJpDRJqXDyXy4RkK7XBpT3